# Aeroporto di Ta'if
L'Aeroporto di Ta'if (in arabo مطار الطائف الإقليمي ‎?) (IATA: TIF, ICAO: OETF) è un aeroporto definito come nazionale dalle autorità dell'aviazione civile saudite e situato nella parte centro-occidentale dell'Arabia Saudita, nella Provincia della Mecca, 33 km a Nord-Est della capitale estiva saudita di Ta'if.
L'aeroporto di Ta'if è posto a un'altitudine di 1 477 ed è dotato di due piste di asfalto: la pista RWY 07-25 è lunga 3 735 m e larga 45 m, la pista RWY 17-35 è lunga 3 350 m e larga 45 m; lo scalo è operativo 24 ore al giorno e accetta traffico IFR e VFR.
Lo scalo ha assorbito, nel 2014, poco più di un milione di passeggeri.